# R-15 (小説)
『R-15』（アールジュウゴ）は、伏見ひろゆきによる日本のライトノベルおよびそれを原作としたメディアミックス作品。イラストは藤真拓哉が担当。角川スニーカー文庫（角川書店）より2009年7月から2012年8月まで刊行された。
メディアミックスとして、本編のコミカライズが『月刊少年エース』（角川書店）2010年6月号より2012年1月号まで連載され、さらに丈途・吹音・律・蘭・来夏の5人をメインにコメディタッチで描かれた4コマ漫画である『ちまR-15』が『4コマnanoエース』（角川書店）Vol.1からVol.10まで連載された（Vol.8を除く）。作者は二宮年賀。2011年にはテレビアニメ化された。

## 登場人物
「声」は後述するテレビアニメ版において配役された声優。

### 一年零組
芥川 丈途（あくたがわ たけと）
声 - 合田彩
本作の主人公。ポルノ（18禁ではないポルノグラフィー）小説家で35歳になる男性作家「芥川竹人」として活動している。災難に巻き込まれ易く、また職業柄変態と誤解される事もしばしば。
物語中盤で新聞同好会に参加し、零組へ編入する。
黒樹 繰美（くろき くるみ） / 部長
声 - 有賀由衣
プロデューサーの女子生徒。新聞同好会の部長。校長の孫でクロトの妹。
高圧的な言動から「女王様」と例えられる。
倉部 勝代（くらぶ かつよ）
声 - 村井理沙子
マネージャーの女子生徒。頑張り屋で健気な性格だが失敗も多い。

### 一年一組
主屋久 成樹（しゅやく なるき）
天才子役の男子生徒。掴み所の無い性格。丈途のポルノ小説が映像化される際はぜひ主演にしてくれとしつこく頼んでいる（丈途曰く「ウザイ」）。
吹音に好意を寄せており、丈途をライバル視している。
才能テストの際にはF・B・I（吹音ちゃんを防衛する一年生の会）に蘭の妹分、主屋久成子として参加する。
実際は吹音を連れ去る為にロボ吹音ちゃんを使って丈途や蘭を苦しめた。その計画が失敗した際は蘭の妹達にボコられ、丈途に殴り飛ばされ重傷を負う。
香学 創（かがく つくる）
声 - 月宮みどり
マッドサイエンティストの女子生徒。クォーターのボク少女。
同じマッドサイエンティストの祖父に憧れて日夜怪しい研究に没頭している。

### 一年二組
園声 謡江（そのこえ うたえ）
声 - 柏山奈々美
歌手を勤める女子生徒。社交的な性格で吹音同様学園のアイドル的存在となっている。バラードでは才能を発揮出来るが、アップテンポな曲になると超絶的音痴（窓ガラスが粉砕寸前になる程）になる。
RPGネタの時は究極召喚獣としてアップテンポの曲を歌い、建築物を木っ端微塵に破壊した。
丈途に好意を寄せており、吹音をライバル視している。
党野 総才（とうの そうさい）
リーダーシップの天才たる男子生徒。謡江のファンクラブの会長。以前あたるに告白したことがある。

### 一年三組
芥川 丈途（あくたがわ たけと）
クラス代表。物語中盤まで所属。#一年零組参照。
鳴唐 吹音（なるから ふくね）
声 - 福原由莉奈
クラリネット奏者の女子生徒。見た目も心も幼い。その性格と容姿から多くの人達から好意を寄せられている。
中学生の時、オーケストラの演奏で失敗してしまったためで閉鎖的になっていた。だが、クラスマッチの際の丈途の努力で徐々に心を開く様になる。実はゲームが大好き。
円修 律（えんしゅう りつ）
声 - 村上まどか
数学の天才で丈途の親友の男子生徒。謡江とは中学時代から面識がある。
ピタゴラスを尊敬しているらしく、才能テストの際にはペアとなった謡江に熱く語っていたらしい。
入学早々、事故で丈途にキスされそれからは恋心を抱いているような素振りを見せることが多い。
名機 来夏（めいき らいか）
声 - 小松真奈
写真家。他人の醜い顔を写真に納めることを生き甲斐としているちょっと困った女の子。1巻で丈途が疑われた覗き事件の真犯人は彼女である。入学早々醜さの才能をのぞかせる丈途にしつこく付きまとうが、丈途に自分のパンチラ写真を送るなど好意をよせている。
ツンデレ要素が高い。
霧線 蘭（むせん らん）
声 - 積田かよ子
特技はプログラミング。超速のタッチタイピング（弾丸タッチ）を誇る。しかし危険なことをさせたくないという親の方針で、パソコンなどインターネットの所持は禁じられている。
百合な感じで同じ一年に妹と呼ばれるファンクラブのようなものがある。吹音に好意を寄せている。

### 二年生
鉄坊 廻（てつぼう めぐる）
声 - 長島☆自演乙☆雄一郎
体操選手。体育会系的な性格。ゲイであり、律に好意を寄せている。

### 三年生
紅 牡丹（べに ぼたん）
声 - 野水伊織
画家の女子生徒。百合要素がある。
田分 あたる（たぶん あたる）
予報士の女子生徒。総才とは中学時代からの知り合い。
黒樹 書徒（くろき かと） / クロト
脚本家の男子生徒。校長の孫で部長の兄。世界平和を掲げ、“人類ドラマ化”計画を目論む。
上記の件や吹音に好意を寄せている事から丈途と対立している。

### 教職員
黒樹 水墨（くろき すいぼく）
声 - 中村浩太郎
閃学園の校長。クロトと部長の祖父。
与謝野 亜希（よさの あき）
声 - 榊原奈緒子
一年三組の担任で、通常科目の国語担当。

## 既刊一覧

### 漫画
2011年のテレビアニメ化に伴って、新たに幅広帯が既刊（1-6巻）に巻かれて流通した。幅広帯にはアニメ化告知にあわせてコスプレしたキャラクターを起用している。これらは期間限定の仕様（パッケージ）であるため完結後の入手は困難である。
- 伏見ひろゆき（著）・藤真拓哉（イラスト）、角川書店〈角川スニーカー文庫〉、全11巻
  - 『R-15 ようこそ天才学園へ！』、2009年7月1日初版発行（6月30日発売[7]）、ISBN 978-4-04-474701-5
  - 『R-15 こんにちは、ぼくの初恋』、2009年10月1日初版発行（9月30日発売[8]）、ISBN 978-4-04-474702-2
  - 『R-15 初めまして三角関係！』、2010年1月1日初版発行（2009年12月26日発売[9]）、ISBN 978-4-04-474703-9
  - 『R-15 裏切り者のさようなら』、2010年6月1日初版発行（5月29日発売[10]）、ISBN 978-4-04-474704-6
  - 『R-15 よろしく女王様の教室！』、2010年9月1日初版発行（8月31日発売[11]）、ISBN 978-4-04-474705-3
  - 『R-15 こんばんは学園崩壊』、2010年12月1日初版発行（11月30日発売[12]）、ISBN 978-4-04-474706-0
  - 『R-15 いただきます女の子の秘密』、2011年4月1日初版発行（6月30日発売[13]）、ISBN 978-4-04-474707-7
  - 『R-15 卒業指導スタート！』、2011年7月1日初版発行（6月30日発売[14]）、ISBN 978-4-04-474708-4
  - 『R-15 学園アイドルの世界就活!?』、2011年9月1日初版発行（8月31日発売[15]）、ISBN 978-4-04-474709-1
  - 『R-15 カメラ少女の純愛スランプ!?』、2012年1月1日初版発行（2011年12月28日発売[16]）、ISBN 978-4-04-100082-3
    - DVD付限定版：2011年12月15日初版発行（12月13日発売[17]）、ISBN 978-4-04-900813-5

  - 『R-15 ハッピーエンドへの最終指導!!』、2012年8月1日初版発行（7月31日発売[18]）、ISBN 978-4-04-100449-4

#### R-15
- 伏見ひろゆき（原作）・藤真拓哉（キャラクター原案）・大橋隼人（作画） 『R-15』 角川書店〈角川コミックス・エース〉、全4巻
  1. 2010年11月24日発売[19]、ISBN 978-4-04-715575-6
  2. 2011年2月23日発売[20]、ISBN 978-4-04-715626-5
  3. 2011年7月22日発売[21]、ISBN 978-4-04-715746-0
  4. 2012年2月22日発売[22]、ISBN 978-4-04-120120-6

#### ちまR-15
- 伏見ひろゆき（原作）・藤真拓哉（キャラクター原案）・二宮年賀（作画） 『ちまR-15』 角川書店〈角川コミックス・エースエクストラ〉、全1巻
- 2012年2月22日発売[23]、ISBN 978-4-04-120141-1

## テレビアニメ
2010年10月にアニメ化企画進行中であることが発表され、2011年7月から9月までtvkほかにて放送された。

### スタッフ
- 監督 - 名和宗則[4]
- 助監督 - 仁昌寺義人[5]
- シリーズ構成 - 植竹須美男[4]
- キャラクターデザイン - 藤田まり子[4]
- ビジュアルコーディネーター - 河野悦隆
- 衣装デザイン - 松本昌子[5]
- 小物設定 - よろず屋[5]
- 美術監督 - 小坂部直子[5]
- 色彩設計 - 松山愛子[5]
- コンポジットディレクター - 加藤友宜[5]
- 3D - 井口光隆[5]
- 編集 - 右山章太[5]
- 音響監督 - 吉田知弘[5]
- 音楽 - 野中"まさ"雄一[5]
- 音楽プロデューサー - 市川邦泰[5]、奥田良博[5]
- 音楽制作 - AMG MUSIC[5]
- プロデューサー - 今本尚志[5]、松嵜義之[5]
- アニメーションプロデューサー - 長野敏之[5]
- アニメーション制作 - AIC[4]
- 製作 - 閃学園R15同好会[4]

### 主題歌
オープニングテーマ
「マジヤバもーそうLOVE♥」（第1話 - 第9話、第11話、第12話、OVA）
作詞 - 仲智唯 / 作曲・編曲 - 野中"まさ"雄一
歌 - R-15♡（合田彩、福原由莉奈、柏山奈々美、小松真奈、積田かよ子、村上まどか、村井理沙子、月宮みどり）
※第12話では挿入歌としても使用
「マジヤバもーそう乙」（第10話）
作詞 - 仲智唯 / 作曲・編曲 - 野中"まさ"雄一
歌 - R-15乙（合田彩、福原由莉奈、柏山奈々美、小松真奈、積田かよ子、村上まどか、村井理沙子、月宮みどり、長島☆自演乙☆雄一郎）
エンディングテーマ
「HIRAMEKI!ピース(≧▽≦)v」（第1話 - 第9話、第11話、第12話、OVA）
作詞 - 仲智唯 / 作曲・編曲 - 野中"まさ"雄一
歌 - R-15♡（合田彩、福原由莉奈、柏山奈々美、小松真奈、積田かよ子、村上まどか、村井理沙子、月宮みどり）
「HIRAMEKI!乙(≧０≦)q」（第10話）
作詞 - 仲智唯 / 作曲・編曲 - 野中"まさ"雄一
歌 - R-15乙（合田彩、福原由莉奈、柏山奈々美、小松真奈、積田かよ子、村上まどか、村井理沙子、月宮みどり、長島☆自演乙☆雄一郎）
挿入歌
「シャイニー・メモリーズ」（第1話、第2話、第10話）
作詞 - 仲智唯 / 作曲・編曲 - 野中"まさ"雄一 / 歌 - 園声謡江（柏山奈々美）
「官能のエデン」（第12話）
作詞 - 仲智唯 / 作曲・編曲 - 野中"まさ"雄一 / 歌 - 閃学園1年3組

### 各話リスト
| 話数                | サブタイトル                      | 脚本       | 絵コンテ            | 演出       | 作画監督                                     | 総作画監督      |
| ------------------- | --------------------------------- | ---------- | ------------------- | ---------- | -------------------------------------------- | --------------- |
| 第1話               | ようこそ閃学園へ!                 | 植竹須美男 | 名和宗則 文小学     | 仁昌寺義人 | 古川英樹 谷拓也                              | -               |
| 第2話               | 脱いだってあいどる!               | 植竹須美男 | 林宏樹              | 林宏樹     | 山本周平 松本昌子 横田拓己                   | 古川英樹        |
| 第3話               | 離れない、離さない                | 植竹須美男 | 別所誠人            | 小林浩輔   | 中島美子 日高真由美 藤田正幸                 | -               |
| 第4話               | 写真奇談                          | 鈴木雅詞   | 阿部雅司            | 阿部雅司   | 山田歩 徳倉栄一                              | -               |
| 第5話               | イカセ愛のムコウに                | 植竹須美男 | 文小学              | 清水一伸   | 宮田瑠美 Heo Gi Dong 服部憲知                | 谷拓也 古川英樹 |
| 第6話               | もしも閃学園の天才マネージャーが… | 鴻野貴光   | こでらかつゆき      | 近藤一英   | 猿渡聖加 小宮山由美子                        | 古川英樹        |
| 第7話               | 女子寮物語                        | 鈴木雅詞   | 文小学              | 高島大輔   | 北村友幸 池田広明 熊田亜輝                   | 谷拓也 古川英樹 |
| 第8話               | ひらめきの休日                    | 山田靖智   | 林宏樹              | 阿部雅司   | 松本昌子 山本周平 横田拓己                   | 古川英樹        |
| 第9話               | 部長Xファイル                     | 鈴木雅詞   | 嵯峨惣一郎          | 嵯峨敏     | 徳倉栄一                                     | 谷拓也          |
| 第10話              | 湯の町エレジー                    | 鈴木雅詞   | こでらかつゆき      | 小林浩輔   | 中島美子 日高真由美 藤田正幸                 | 古川英樹        |
| 第11話              | ボクたちのサマータイムブルー      | 山田靖智   | 文小学              | 清水一伸   | Heo Gi Dong Kim Jyn O                        | 谷拓也          |
| 第12話              | 大好きだ!!                        | 植竹須美男 | 別所誠人 仁昌寺義人 | 仁昌寺義人 | 古川英樹                                     | 古川英樹        |
| #すぺしゃる （OVA） | R15少年漂流記                     | 鈴木雅詞   | ほしかわたかふみ    | 高島大輔   | 池田広明、北村友幸 谷拓也、古川英樹 松本昌子 | 谷拓也          |

### 放送局
| 放送地域 | 放送局             | 放送期間                | 放送日時           | 放送系列   | 備考             |
| -------- | ------------------ | ----------------------- | ------------------ | ---------- | ---------------- |
| 神奈川県 | tvk                | 2011年7月9日 - 9月24日  | 土曜 25:00 - 25:30 | 独立UHF局  |                  |
| 兵庫県   | サンテレビ         | 2011年7月11日 - 9月26日 | 月曜 25:35 - 26:05 | 独立UHF局  |                  |
| 埼玉県   | テレ玉             | 2011年7月11日 - 9月26日 | 月曜 26:05 - 26:35 | 独立UHF局  |                  |
| 日本全域 | ニコニコチャンネル | 2011年7月12日 - 9月27日 | 火曜 25:00更新     | ネット配信 |                  |
| 千葉県   | チバテレビ         | 2011年7月14日 - 9月29日 | 木曜 25:30 - 26:00 | 独立UHF局  |                  |
| 岐阜県   | ぎふチャン         | 2011年7月14日 - 9月29日 | 木曜 25:45 - 26:15 | 独立UHF局  |                  |
| 東京都   | TOKYO MX           | 2011年7月14日 - 9月29日 | 木曜 26:30 - 27:00 | 独立UHF局  |                  |
| 三重県   | 三重テレビ         | 2011年7月14日 - 9月29日 | 木曜 26:50 - 27:20 | 独立UHF局  |                  |
| 日本全域 | AT-X               | 2011年7月18日 - 10月3日 | 月曜 11:30 - 12:00 | CS放送     | リピート放送あり |

当初は、7月10日からTVQで、7月15日からBS日テレで放送される予定であったが、諸般の事情により放送を見送り、代わりにニコニコチャンネルでのネット配信が決定した。

### OVA
『R-15 #すぺしゃる』は、2011年12月15日発売の小説10巻の限定版付属のDVDに収録されたテレビアニメ未放映エピソード。クラス対抗オリエンテーション大会優勝後のウィーン旅行からの帰国途中にUFOに襲撃され飛行機が墜落し、無人島（?）に漂着してしまうエピソード。

## ゲーム
『R-15 ぽーたぶる』
PSP用ゲームソフトとして、角川ゲームスより2011年10月27日に発売された。
週刊ファミ通の40点満点のクロスレビューでは23点だった。